# Neivamyrmex impudens
Neivamyrmex impudens é uma espécie de formiga do gênero Neivamyrmex.